# Josh Krajcik
Joshua Andrew "Josh" Krajcik dit Josh Krajcik est un chanteur américain issu de la première saison du télé-crochet américain The X Factor, dont il finit deuxième derrière la gagnante Melanie Amaro. Il avait déjà sorti deux albums avant l'émission.

## Discographie
- Ghosts (2005)
  1. The Push
  2. Way of the World
  3. I Knew You Once
  4. Easily Lost Easily One
  5. The Pull
  6. The Harrowing
  7. Faces
  8. Obtenebration
  9. Rooftop 39
  10. Wide Awake
  11. Nearing Neptune
- Atavistic (2011)
  1. Pariah
  2. Suzzane
  3. Shorn
  4. As Long As It Takes
  5. Lunatic
  6. Tempest
  7. Crawl Out
  8. Statue
  9. Low
  10. Elephant
  11. Harlot
  12. Atavistic
- Josh Krajcik (2012)
  1. Nothing
  2. One Thing She'll Never Know
  3. Don't Make Me Hopeful
  4. Let Me Hold You
- Blindly, Lonely, Lovely (2013)
  1. Nothing
  2. Back Where We Belong
  3. No Better Lovers
  4. The Remedy
  5. Close Your Eyes
  6. When You Go
  7. Don't Make Me Hopeful
  8. One Thing She'll Never Know
  9. Her Song
  10. Let Me Hold You
  11. Lost At Sea (iTunes Bonus Track)

## Performances lors de The X Factor
| Performance    | Thème                                           | Chanson                               | Artiste                                                                  | Ordre | Résultat                    |
| -------------- | ----------------------------------------------- | ------------------------------------- | ------------------------------------------------------------------------ | ----- | --------------------------- |
| Audition       | Auditionee's choice                             | "At Last"                             | Glenn Miller and his orchestra, with vocals by Ray Eberle and Pat Friday | NC    | Through to bootcamp         |
| Bootcamp 1     | Judge's choice                                  | "Superman (It's Not Easy)"            | Five for Fighting                                                        | NC    | Advanced                    |
| Bootcamp 2     | Auditionee's choice                             | "Up to the Mountain (MLK Song)"       | Patty Griffin                                                            | NC    | Through to judges' houses   |
| Judges' houses | Solo                                            | "The First Time Ever I Saw Your Face" | Ewan MacColl                                                             | NC    | Through to live shows       |
| Top 17         | NC                                              | "Forever Young"                       | Bob Dylan                                                                | 12    | Saved by Nicole Scherzinger |
| Top 12         | NC                                              | "Jar of Hearts"                       | Christina Perri                                                          | 6     | Safe (3rd)                  |
| Top 11         | Songs from movies                               | "With a Little Help from My Friends"  | The Beatles                                                              | 9     | Safe (6th)                  |
| Top 10         | Rock                                            | "The Pretender"                       | Foo Fighters                                                             | 6     | Safe (3rd)                  |
| Top 9          | Giving thanks                                   | "Wild Horses"                         | The Rolling Stones                                                       | 9     | Safe (1st)                  |
| Top 7          | Michael Jackson                                 | "Dirty Diana"                         | Michael Jackson                                                          | 1     | Safe (4th)                  |
| Top 5          | Dance hits                                      | "We Found Love"                       | Rihanna                                                                  | 4     | Safe (3rd)                  |
| Top 5          | "Save-me" songs                                 | "Something"                           | The Beatles                                                              | 4     | Safe (3rd)                  |
| Top 4          | Pepsi Challenge                                 | "Come Together"                       | The Beatles                                                              | 4     | Safe (3rd)                  |
| Top 4          | "Get me to the final" songs (no specific theme) | "Hallelujah"                          | Leonard Cohen                                                            | 4     | Safe (3rd)                  |
| Top 3          | Celebrity duets                                 | "Uninvited"                           | Alanis Morissette                                                        | 1     | Runner-up (2nd)             |
| Top 3          | Audition songs                                  | "At Last"                             | Glenn Miller and his orchestra, with vocals by Ray Eberle and Pat Friday | 4     | Runner-up (2nd)             |
| Finale         | Christmas Songs                                 | "Please Come Home for Christmas"      | Charles Brown                                                            | 3     | Runner-up (2nd)             |